# باشگاه فوتبال ردینگ تاون
باشگاه فوتبال ردینگ تاون (به انگلیسی: Reading Town Football Club) یک باشگاه فوتبال در شهر ردینگ، انگلستان، کشور انگلستان است که در سال ۱۹۶۶ میلادی تأسیس شده‌است.